# Rondeletia subsessilifolia
Rondeletia subsessilifolia är en måreväxtart som beskrevs av George Richardson Proctor. Rondeletia subsessilifolia ingår i släktet Rondeletia och familjen måreväxter. Inga underarter finns listade i Catalogue of Life.